# Músculo pterigóideo
O músculo pterigóideo é um importante músculo do aparato mastigatório. É mais dominante nas espécies onívoras e herbívoras que em carnívoros especializados. O pterigóideo se divide em pterigóideo medial e pterigóideo lateral.

## Pterigóideo medial
É o menor músculo adutor da mandíbula. É encontrado na superfície medial do ramo da mandíbula, originando-se na superfície ventral do crânio, com dois pontos de origem, a face medial da lâmina lateral do processo pterigoide e a fossa pterigóidea. Quanto à sua inserção, ocorre na porção profunda da fossa pterigoide, localizada na face medial da mandíbula e também na região lateral do processo angular.
É um músculo quadrilateral, em que o arranjo de fibras contém fascículos (conjunto de fibras cobertas por um tipo de tecido conjuntivo fibroso). Seu mecanismo de ação é uma combinação de elevação, protração (movimento para frente),  translação medial e rotação lateral da fileira dentária (movimentos presentes durante a abertura da boca). Depende, porém, da interação entre os feixes musculares dos lados direito e esquerdo. Agindo conjuntamente, eles protraem a mandíbula e abaixam  o mento (região do queixo) e sozinhos produzem movimentos da mandíbula de lado a lado.

## Pterigóideo lateral
Igualmente ao pterigóideo medial, tem duas inserções: a dorsal originada da face intratemporal da asa maior do esfenoide, enquanto a ventral da face lateral da lâmina lateral do processo pterigoide. Sua inserção é a fóvea pterigóidea do colo da mandíbula e parte anterior da cápsula e disco da articulação temporomandibular.
O pterigóideo lateral não contribui para a adução da mandíbula. Ele protrai a mandíbula e pode ajudar na estabilização da articulação temporomandibular.